# Drassinella modesta
Drassinella modesta är en spindelart som beskrevs av Banks 1904. Drassinella modesta ingår i släktet Drassinella och familjen flinkspindlar. Inga underarter finns listade i Catalogue of Life.